# خوردگی در دمای بالا
خوردگی در دمای بالا (انگلیسی: High-temperature corrosion) نوعی مکانیزم خوردگی است، که در توربین‌های گازی، موتورهای دیزل و دیگر ماشین‌آلات دارای تماس با گاز داغ دارای آلاینده‌های مشخصی ایجاد می‌شود.